# داء الصفر
داء الصفر (بالإنجليزية: Ascaridiasis)‏ هو مرض طفيلي يصيب الطيور. تسببه الصَّفَرانِيَّةُ الدَّجاجِيَّة.

## وصلات خارجية
- الإصابة بالصفرانية الدجاجية من موقع VetsWeb.com